# Алфред Науйокс
Алфред Хелмут Науйокс (на немски: Alfred Helmut Naujocks), с псевдоним Ханс Мюлер или Алфред Бонсен, е член на Националсоциалистическата германска работническа партия и на СС (Schutzstaffel).
Той е смятан от някои историци за „човека, който започна Втората световна война“. След приключването на Нюрнбергския процес Алфред Науйокс продава историята си на медиите. Това е и заглавието на книгата на Гюнтер Пайс.

## Биография

### Предвоенни години
Роден е на 20 септември 1911 г. в Кил. Напуска училище през 1925 г., за да чиракува като специалист по фина механика и заварчик. На 1 август 1931 г. се присъединява към нацистката партия, а през 1933 г. към СС. От 1934 г. той става сътрудник на Райнхард Хайдрих, ръководител на службата за сигурност, и полицията на СС.
Назначен за щурмбанфюрер (майор) в СС, той се занимава с шпионаж, машинации, фалшифициране на паспорти и други.
През нощта на 23 срещу 24 януари 1935 г. в Чехословакия, с помощта на Герт Грьоте (агент на СД), той убива Рудолф Формис, немски радиограф, член на „Черния фронт“ на Ото Щрасер (съпротивата на СА). Родом от Кил, той учи в университета в Кил като инженер, но не завършва обучението си. През 1931 г. се запознава с Райнхард Хайдрих и се присъединява към СС, а от 1934 г. работи като шофьор за Източното регионално командване на СД (6-о управление в РСХА на Нацистка Германия за външно разузнаване).
На 23 януари 1935 г. Науйокс ръководи нападение срещу антигерманската радиостанция в село Загоржи близо до Прага. По време на атаката активистът на „Черния фронт“ на Щрасери Рудолф Формис е убит, което Науйокс признава едва през 1944 г. по време на разпит от американците. През есента на 1937 г. Науйокс е повишен в SS хауптщурмфюрер, а през 1938 г. в щурмфюрер.

## Втората световна война
На 10 август 1939 г. Райнхард Хайдрих назначава Алфред Науйокс, ръководител на група VI-F (по технически въпроси), да отговаря за тайна операция за организиране на атака срещу радиостанцията в Глейвице. Операцията е проведена вечерта на 31 август, точно преди нахлуването на Вермахта в Полша. След като превземат радиостанцията, нападателите се обръщат към слушателите на полски език, призовавайки поляците към бунт срещу немците. За да бъде по-достоверно, Гестапо довежда тук няколко затворници от концентрационния лагер Дахау, които са облечени в полски униформи, застреляни и оставени в гората, където по-късно са открити от местната полиция. Инсценировката на нападението има за цел да хвърли вината за избухването на войната върху полската страна.
На 8 ноември 1939 г. Науйокс, който командва част от СС, заедно с Валтер Шеленберг, залавя двама офицери от британското разузнаване SIS в холандския град Венло. Той продължава дейността си в Холандия и Белгия по време на Френската кампания, като командва саботажен отряд на СС. По-късно разработва операция „Бернхард“ за производство и изпращане на фалшиви лири стерлинги във Великобритания, за да дестабилизира нейната парична система. През 1941 г. напуска СД след сериозно нарушение на дисциплината и неподчинение на заповедите на Хайдрих и е изпратен във Вафен-СС на съветско-германския фронт, където е ранен. През 1943 г. той е възстановен в СД и повишен в оберщурмбанфюрер, завръща се на Западния фронт и започва работа във военната администрация на Белгия, а по-късно работи в Дания.
Като лидер в окупационните земи на Белгия Науйокс става известен с преследването на членове на Съпротивителното движение, като убива няколко от тях. От декември 1943 г. до есента на 1944 г. той служи в окупирана Дания, където извършва терористични атаки и нападения срещу цивилни. Ръководи т. нар. наказателна „група на Петър“ и участва в убийството на лутеранския свещеник Кай Мунк. По-късно Науйокс е отстранен от поста си и на негово място е назначен СС-хауптщурмфюрер Ото Александър Фридрих Шверд. На 19 октомври 1944 г. Науйокс е заловен от американците. Веднага е арестуван като възможен военнопрестъпник.

## След войната
Алфред Науйокс е свидетел на Нюрнбергския процес, на който потвърждава, че събитията в Глайвиц са се случили под прякото ръководство на Хайдрих и Мюлер.
През 1946 г. той бяга от лагер за военнопленници, но отново е арестуван и екстрадиран в Дания през 1947 г., където е осъден и освободен през 1950 г.
Предполага се, че той е бил един от лидерите на организацията на бивши членове на СС „ОДЕСА“, която се е занимавала с транспортирането на нацистите в страните от Латинска Америка. За капак прави бизнес в Хамбург, където се установява през 1952 г. Той публикува мемоарите си „Човекът, който започна войната“. Умира на 4 април 1966 г. в Хамбург.

### Цитирани източници
- Weale, Adrian.    Лондон, Little, Brown, 2010. ISBN 978-1408703045.
- Ailsby, Christopher. The Third Reich Day by Day.   Zenith Imprint, 2001. ISBN 0-7603-1167-6.